# Jan Dalgic
Jan Dalgic (* 4. Januar 1998 in Bonn; † 14. Oktober 2023) war ein deutscher Eishockeytorwart.

## Karriere
Jan Dalgic wuchs in Bonn auf und begann im vierten Lebensjahr mit dem Eishockey. Der 1,72 m große Dalgic spielte zunächst von 2012 bis 2017 beim Kölner EC. Von 2017 bis 2021 war er als Spieler auch bei den Rostock Piranhas, EHC Timmendorfer Strand 06 in der drittklassigen Eishockey-Oberliga und beim ESV Kaufbeuren in der DEL2 tätig. In der Spielzeit 2019/20 besaß er darüber hinaus eine Förderlizenz für den ERC Ingolstadt aus der Deutschen Eishockey Liga (DEL). Zur Saison 2021/22 wechselte er zu den Hannover Indians zurück in die Oberliga.
Jan Dalgic erkrankte Ende des Jahres 2022 an einem Hirntumor, an dessen Folgen er am 14. Oktober 2023 im Alter von nur 25 Jahren starb.

## DEL2-Statistik
(Legende zur Torhüterstatistik: GP oder Sp = Spiele insgesamt; W oder S = Siege; L oder N = Niederlagen; T oder U oder OT = Unentschieden oder Overtime- bzw. Shootout-Niederlage; Min. = Minuten; SOG oder SaT = Schüsse aufs Tor; GA oder GT = Gegentore; SO = Shutouts; GAA oder GTS = Gegentorschnitt; Sv% oder SVS% = Fangquote; EN = Empty Net Goal; 1 Play-downs/Relegation; Kursiv: Statistik nicht vollständig)